# Mr. A-Z
Mr. A-Z è il secondo album del cantautore rock Jason Mraz pubblicato nel 2005.

## Tracce
1. Life Is Wonderful (Jason Mraz) - 4:20
2. Wordplay (Mraz, Kevin Kadish) - 3:06
3. Geek in the Pink (Mraz, Ian Sheridan, Kadish, Scott Storch) - 3:55
4. Did You Get My Message? con Rachael Yamagata (Mraz, Dan Wilson) - 4:00
5. Mr. Curiousity (Mraz, Dennis Morris, Lester Mendez) - 3:54
6. Clockwatching (Mraz, Morris, Ainslie Henderson) - 4:23
7. Bella Luna (Mraz, Billy "Bushwalla" Galewood) - 5:02
8. Plane (Mraz, Morris) - 5:13
9. O. Lover (Mraz, Morris) - 3:54
10. Please Don't Tell Her (Mraz, Eric Hinojosa) - 4:37
11. The Forecast (Mraz, Hinojosa) - 3:44
12. Song for a Friend (Mraz, Wilson, Morris, Hinojosa) - 8:09

### Tracce bonus
1. Geek in the Pink (Lillywhite Remix) - 3:56 (U.S. iTunes Bonus Track)
2. Rocket Man (Acoustic Demo) - 3:35 (U.S. and International iTunes Bonus Track)
3. Burning Bridges (Unreleased Demo) - 3:49 (International iTunes Bonus Track)
4. Prettiest Friend (Demo) - 4:19 (International iTunes Bonus Track)

## Classifiche
| Classifica (2005) | Posizione massima |
| ----------------- | ----------------- |
| Stati Uniti       | 5                 |